# Calling You
О песне Blue October см. Calling You (песня Eduard Shaljyan)
«Calling You» (с англ. — «Зову тебя») — баллада Боба Телсона из фильма "Кафе «Багдад»" (1987), которая номинировалась на премию «Оскар» за лучшую песню к фильму.
Оригинал песни, прозвучавший в фильме, исполнила звезда музыки госпел Джеветта Стил. Мелодия стала широко известной и благодаря многочисленным концертным версиям (Джорджа Майкла, Джеффа Бакли, Селин Дион, Барбры Стрейзанд, Этты Джеймс и т. д.) стала восприниматься в США как стандарт традиционной поп-музыки.

## Критика
В 1993 году Ларри Флик из Billboard написал, что этот незамеченный самородок из саундтрека к "Кафе «Багдад» готов к давно назревшему успеху, благодаря его показу в телевизионной рекламе AT&T. Завораживающий, красивый вокал Стил удобно покоится на запасной клавиатуре и аранжировке губной гармошки. Не позволяй этому проскользнуть во второй раз.

## Трек-лист
| №  | Название                       | Длительность |
| -- | ------------------------------ | ------------ |
| 1. | «Calling You (Jevetta Steele)» | 5:20         |
| 2. | «Calling You (Bob Telson)»     | 5:18         |

| №  | Название                                                                       | Длительность |
| -- | ------------------------------------------------------------------------------ | ------------ |
| 1. | «Calling You (Jevetta Steele)»                                                 | 5:21         |
| 2. | «Brenda, Brenda (Jearlyn Steele-Battle, Tommy Joe White, Marianne Sägebrecht)» | 6:22         |

| №  | Название                         | Длительность |
| -- | -------------------------------- | ------------ |
| 1. | «Calling You (Jevetta Steele)»   | 3:36         |
| 2. | «Zweifach (Deininger Blasmusik)» | 2:31         |

| №  | Название                         | Длительность |
| -- | -------------------------------- | ------------ |
| 1. | «Calling You (Jevetta Steele)»   | 3:36         |
| 2. | «Zweifach (Deininger Blasmusik)» | 2:31         |
| 3. | «Calling You (Bob Telson)»       | 5:18         |

## Чарты
| Чарт(1988)                 | Высшая позиция |
| -------------------------- | -------------- |
| Франция (SNEP)             | 8              |
| Швеция (Sverigetopplistan) | 9              |

## Кавер-версии
- Кавер-версия Селин Дион из концертного альбома À l’Olympia (1994) была выпущена в качестве сингла и заняла 75-е место в национальном хит-параде Франции.
- Американский певец и музыкант Джефф Бакли на заре своей карьеры часто исполнял сольно «Calling You». Его версии вошли в концертный альбом Live at Sin-é и сборник You and I[5].
- Песню исполняли Джордж Майкл, Джордж Бенсон, Барбра Стрейзанд, Лара Фабиан, Искра Менарини, Натали Коул, Эдита Гурняк, Сиссель Хюрхьебё и другие.